# Sam Snead
Sam Snead (Ashwood, 27 de maio de 1912 — Hot Springs, 23 de maio de 2002) foi um golfista norte-americano.
Slammin' Sammy, como era conhecido, foi um dos melhores jogadores do mundo por mais de quatro décadas. Venceu oitenta e dois torneios do circuito PGA, incluindo sete majores, mas nunca venceu o Aberto dos Estados Unidos, embora tenha chegado à final quatro vezes.
Seu filho J. C. Snead também era golfista profissional.
Foi membro da equipe norte-americana que disputou sete edições da Copa Ryder, marcando dez vitórias em treze confrontos e venceu a Copa Canadá de 1956, 1960, 1961 e 1962.
Sam foi introduzido no Hall da Fama do Golfe Mundial em 1974 e recebeu o PGA Tour Lifetime Achievement Award.